# كورتني سميث (لاعب كرة قدم كندية)
كورتني سميث (بالإنجليزية: Courtney Smith)‏ هو لاعب كرة قدم كندية أمريكي، ولد في 26 أكتوبر 1984 في ميلن في الولايات المتحدة.

## وصلات خارجية
- كورتني سميث على موقع JustSportsStats.com (الإنجليزية)